# Laura Dundovic

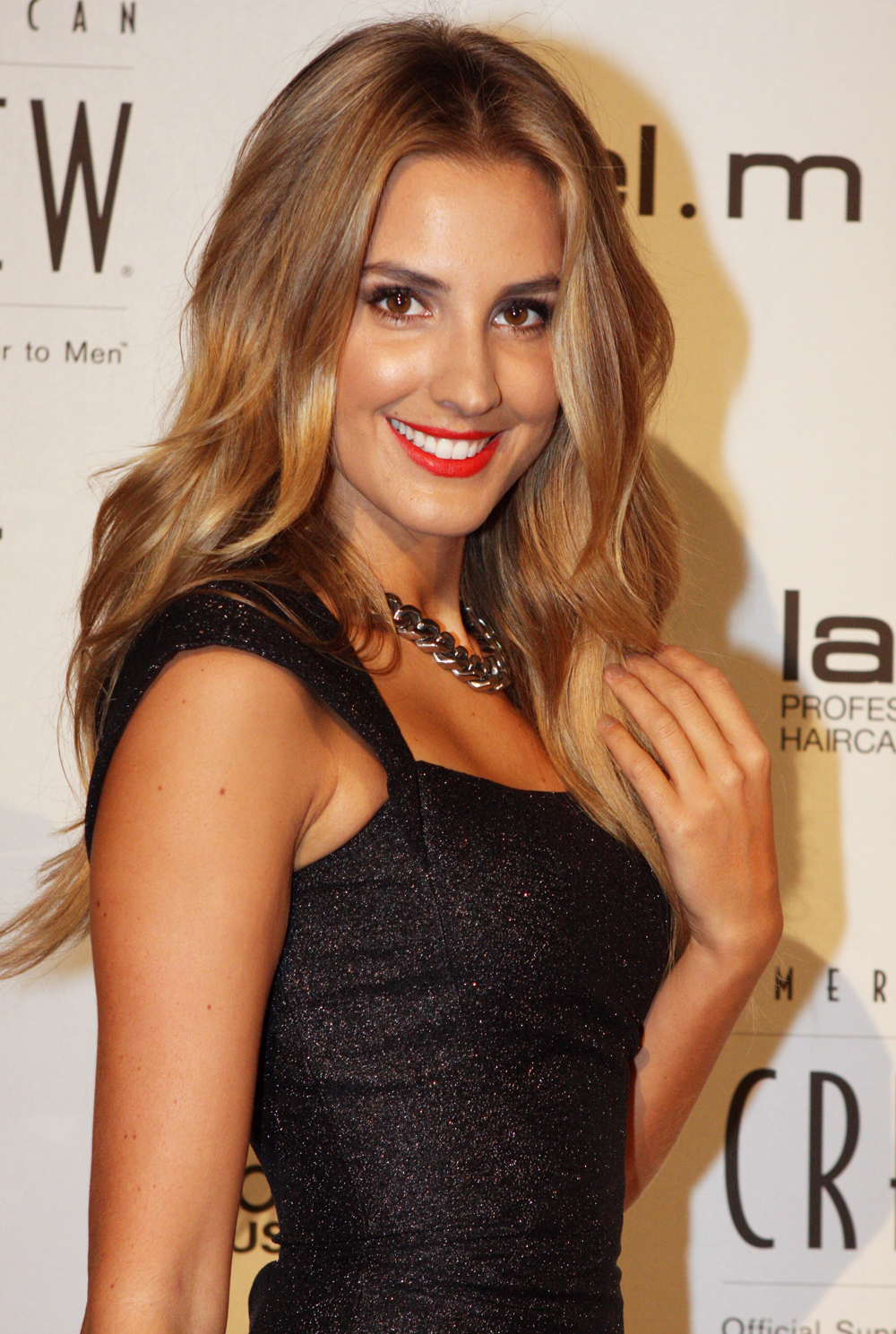
Laura Dundovic

Laura Dundovic (sinh ngày 16 tháng 9 năm 1987 ở Sydney, Úc) là hoa hậu Úc 2008 và đại diện cho Úc tham dự Hoa hậu Hoàn vũ 2008 tại Nha Trang, Việt Nam. Tại đêm chung kết cô đã lọt vào top 10 của cuộc thi. Cô là người gốc Croatia.
| Danh hiệu       | Chiều cao | Màu mắt/tóc |
| --------------- | --------- | ----------- |
| Hoa hậu Úc 2008 | 180 cm    | nâu         |